# Fatih-moskee (Istanbul)
De Fatih-moskee (Turks: Fatih Camii) is een grote moskee in de Turkse stad Istanbul. De moskee ligt centraal in de gelijknamige wijk en district Fatih.

## Geschiedenis
De moskee werd in opdracht van de Osmaanse sultan Mehmet de Veroveraar gebouwd na de verovering van Constantinopel (1453) op de Byzantijnen op de plek van de voormalige Kerk van de Heilige Apostelen. Toen de moskee bij de oplevering niet imposanter bleek dan de Hagia Sophia, liet de sultan de handen van de architect, Atik Sinan, afhakken. Andere bronnen spreken van een executie Sinan. De moskee was bij oplevering in ieder geval het grootste gebouw dat ooit door de Osmanen was gebouwd. Rondom de moskee bevond zich een complex (kulliya) met een medrese, een bazaar, een bibliotheek, een ziekenhuis, een karavanserai, een hamam, een gaarkeuken en een kerkhof.
De moskee werd ernstig beschadigd tijdens de aardbevingen van 1509, 1557 en 1754. Telkens werd de moskee gerestaureerd, maar tijdens de aardbeving van 1767 stortte het gebouw ten slotte helemaal in. Daarna werd in opdracht van sultan Mustafa III een nieuwe en compleet verschillende moskee op de plek gebouwd. De architect was Mimar Mehmet Tahir.
De nieuwe moskee heeft een klassiek Osmaans ontwerp, maar laat ook invloed van de barok zien. De centrale koepel is 26 m in diameter. Veel van de vroegere zijgebouwen, zoals het ziekenhuis, de bazaar en de hamam bestaan tegenwoordig niet meer en zijn gesneuveld bij het verbreden van en aanleggen van wegen in de 20e eeuw. De karavanserij is gerestaureerd en doet dienst als winkelgalerij.
De Fatih-moskee is in tegenstelling van de andere grote moskeeën in de oude binnenstad van Istanbul (de Süleymaniye-moskee, Bayezıt-moskee en Sultan Ahmetmoskee) geen toeristische attractie. De moskee is zowel van uiterlijk als historisch gezien minder interessant. De religieuze betekenis van de moskee is daarentegen groter, omdat de moskee het religieuze centrum vormt van de conservatieve wijk Fatih.
Buiten de moskee bevinden zich onder andere de graven van Mehmet de Veroveraar en zijn eerste vrouw en latere valide sultan (belangrijkste vrouw uit de harem) Gulbahar Hatun.

## Legende
Volgens een legende liet de sultan, nadat hij de handen van Atik Sinan had laten afhakken, een rechter oordelen of hij juist had gehandeld. De rechter oordeelde dat de sultan schuldig was en veroordeelde hem tot het afhakken van de handen. De sultan stemde hierin toe, maar Atik Sinan trok zijn beschuldigingen in.